# Natalie Prass

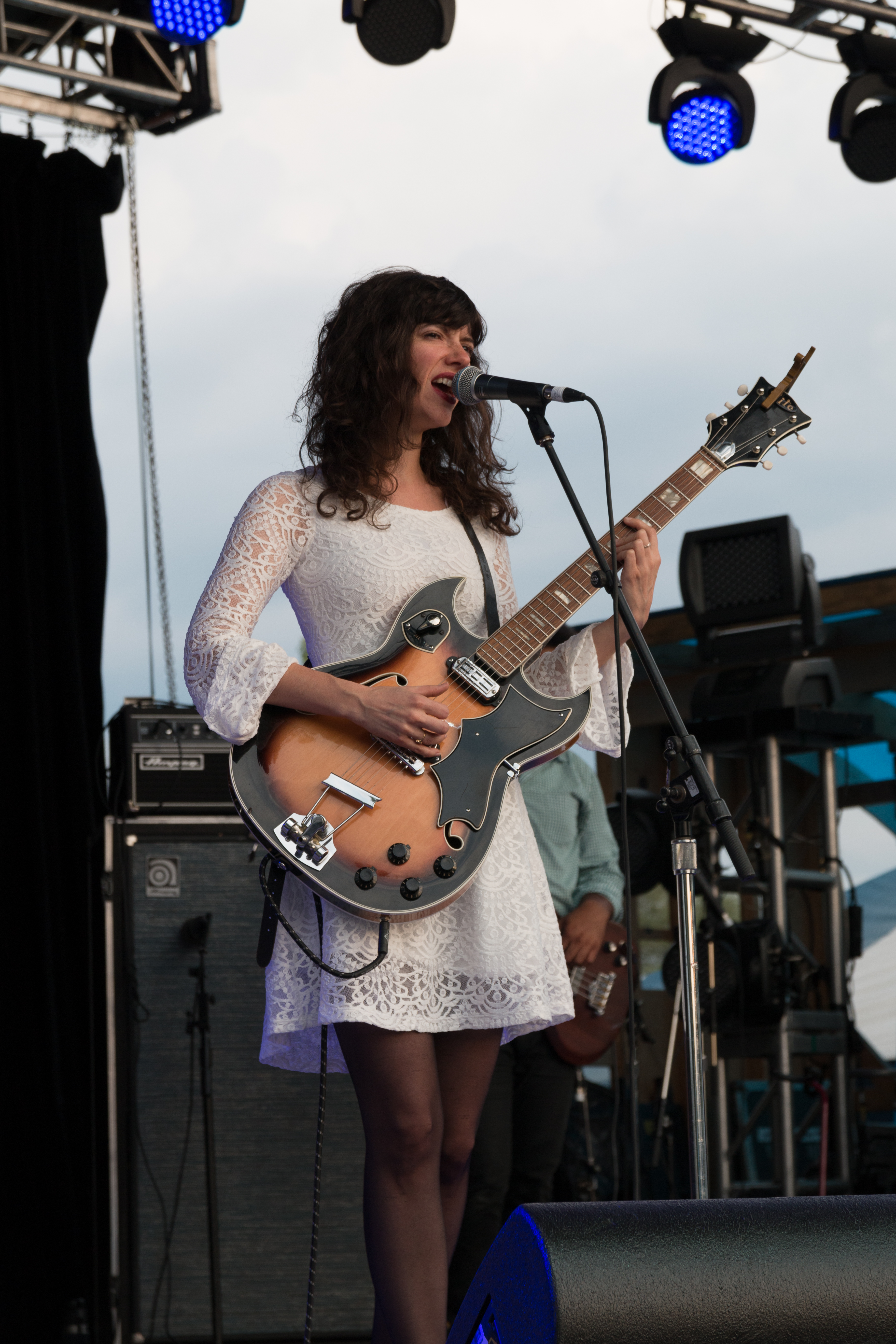
Natalie Prass (2015)

Natalie Prass (* 15. März 1986 in Cleveland, Ohio) ist eine amerikanische Singer-Songwriterin.

## Werdegang
Prass wurde in Cleveland geboren und wuchs in der Tidewater-Region im Bundesstaat Virginia auf. Sie war in ihrer Jugend Mitglied mehrerer Bands und besuchte nach der High School das Berklee College of Music in Boston. Danach zog sie nach Nashville, wo sie an der Middle Tennessee State University einen Kurs in Songwriting belegte. Nach Zusammenarbeit mit verschiedenen anderen Musikern, unter anderem als Keyboarderin von Jenny Lewis, betrat sie Solopfade als Singer-Songwriterin.
Im Jahr 2015 kam Natalie Prass' nach ihr selbst benanntes Debütalbum heraus, unter anderem produziert von ihrem Freund aus Kindertagen, Matthew E. White, in den Spacebomb Studios in Richmond. Kritiker erkannten in der Musik starke Anleihen aus früheren Dekaden, so wurde sie verglichen mit dem orchestrierten Pop der Siebziger und Sechziger, mit Dusty Springfield und Harry Nilsson, wobei die Musik aber laut Guardian-Rezensenten „nicht retro, sondern zeitlos“ erscheine. Der britische Independent zitiert Dionne Warwick, Joni Mitchell und Nina Simone als ihre Heldinnen, nennt sie eine Soul-Sängerin.
Das Album wurde von der Kritik überwiegend positiv aufgenommen und erreichte auf Metacritic eine Wertung von 86/100 und konnte sich in den US-Rockcharts platzieren.
In Deutschland wurde ihr Song It Is You durch die Verwendung in der Fernsehwerbung bekannt.
Die Musikerin lebte ab 2005 neun Jahre lang in Nashville, zog dann enttäuscht nach Richmond, Virginia.